# Municipio de Elmira (Dakota del Sur)
El municipio de Elmira (en inglés: Elmira Township) es un municipio ubicado en el condado de Codington en el estado estadounidense de Dakota del Sur. En el año 2010 tenía una población de 442 habitantes y una densidad poblacional de 5,65 personas por km².

## Geografía
El municipio de Elmira se encuentra ubicado en las coordenadas 44°56′22″N 97°3′26″O / 44.93944, -97.05722. Según la Oficina del Censo de los Estados Unidos, el municipio tiene una superficie total de 78.2 km², de la cual 78,17 km² corresponden a tierra firme y (0,04 %) 0,03 km² es agua.

## Demografía
Según el censo de 2010, había 442 personas residiendo en el municipio de Elmira. La densidad de población era de 5,65 hab./km². De los 442 habitantes, el municipio de Elmira estaba compuesto por el 98,42 % blancos, el 0,68 % eran afroamericanos, el 0,23 % eran amerindios, el 0,45 % eran asiáticos y el 0,23 % eran de una mezcla de razas. Del total de la población el 0 % eran hispanos o latinos de cualquier raza.